# NK Neretva
El NK Neretva (en inglés: Neretva Football Club) es un equipo de fútbol de Croacia que juega en la Treca HNL, la tercera división de fútbol en el país.

## Historia
Fue fundado en el año 1919 en la ciudad de Metkovic en la región de Dalmatia con el nombre NK Narona y sus años en el fútbol de Yugoslavia los pasó jugando en las divisiones regionales de Dalmatia.
Con la separación de Yugoslavia y la independencia de Croacia en 1991, el club se convirtió en uno de los equipos fundadores de la Druga HNL en 1992, logrando en título de la segunda categoría en la temporada 1993/94 en el grupo sur. Gracias a ello, el club logró el ascenso a la Prva HNL por primera vez en su historia, y en el año de 1994 cambia su nombre por el que tiene actualmente.
La temporada de 1994/95 fue de debut y despedida para el equipo en la máxima categoría, ya que solo ganó 4 de los 30 partidos que jugó, y terminó de 15º lugar entre 16 equipos, lo que lo llevó al descenso de categoría. Tres temporadas más tarde, el club desciende a la Treca HNL, que es donde se encuentra actualmente.

## Palmarés
- Druga HNL: 1

1993/94 (Sur)

## Jugadores

### Jugadores destacados
| - Andrija Anković - Vahid Halilhodžić - Sergej Jakirović - Nikica Jelavić - Mišo Krstičević | - Marin Ljubičić - Duje Medak - Vatroslav Mihačić - Jure Obšivač | - Darijo Srna - Igor Štimac - Amarildo Zela - Bruno Petković |